# Bödey József
Bödey József (Tana, 1918. július 18. – 1998. november 21.) magyar szótárszerkesztő, nyelvész, műfordító.

## Életpályája és munkássága
A budapesti egyetem ógörög-latin szakos diákja volt; emellett szlavisztikát is hallgatott. Az Eötvös József Collegium diákja volt. Az egyetem alatt kezdett el bolgárul, lengyelül, horvátul és oroszul tanulni. 1941–1943 között a Szófiai Ohridi Szent Kelemen Egyetem ösztöndíjasa, majd lektora volt. 1942-ben doktorált szlavisztikából. 1943-ban kiadta az első bolgár nyelvű magyar nyelvtankönyvet (Kratök kursz po ungarszki ezik). 1945–1947 között a budapesti egyetem tanársegéde volt. A bolgárok meghívására újból a Szófiai Ohridi Szent Kelemen Egyetem lektora lett. 1947-ben tanulmánya jelent meg a magyar-bolgár történelmi és kulturális kapcsolatokról. 1948-tól a Magyar Intézet igazgatója is volt. 1952–1980 között a Magyar Tudományos Akadémia könyvkiadójának szótárszerkesztőjeként dolgozott. 1956-ban jelent meg első Bolgár-magyar szótára.

## Művei
- Kratök kursz po ungarszki ezik (rövid magyar nyelvi tanfolyam, Szófia, 1943)
- Rökovodsztvo za izucsavane na ungarszki ezik i ungaro-bölgarszki recsnik (magyar nyelvkönyv és szótár bolgárok számára, Szófia, 1949)
- Bolgár-magyar szótár (1956; 1966; 1980; 1985)
- Bolgár társalgási zsebkönyv (1958–1980)
- Magyar-német szemléltető szótár (Szily Ernővel, 1959)
- Magyar-bolgár és bolgár-magyar útiszótár (1967)
- Bolgár nyelvkönyv (Nagypál Terézzel, 1974)
- Magyar-bolgár szótár (1975; 1980; 1986)
- Idegen szavak és kifejezések szótára (1976; 1978-1979; 1983–1984; 1986)
- Német-magyar szótár (1977; 1980; 1983; 1986)
- Latin-magyar szótár (1978; 1982; 1984; 1986; 1989; 1994; 1996–2002)
- Beszédek, cikkek (1979)
- Útiszótár (1981; 1986; 1990)
- Latin-magyar kéziszótár (2003–2005; 2007; 2009; 2011)
- Akadémiai latin-magyar kéziszótár (2014)

## Műfordításai
- K. Grigorov: Falusi tanácselnök (elbeszélés, 1953)
- Dimitar Dimov: Dohány (1955)
- Nikola Vapcarov: A legnagyobb hullám (dráma, bemutató: Madách Kamara, 1959-1960)
- M. Grâbcseva: Tüzecske (Partizánregény, 1971)
- Dimităr Koszev: Bulgária története (1971)
- Kamen Kalcsev: A munkásosztály fia (1972)
- I. Vinarov: A csendes front harcosai (1974)
- A Bolgár Kommunista Párt története (1977)
- Sz. Dicsev: Ráli, a törökverő (ifjúsági regény, 1981)